# Ochtyrka
Ochtyrka (Oekraïens: Охтирка, Russisch: Ахтырка), is een belangrijke stad in de oblast Soemy in Noord-Oekraïne. De stad ligt ongeveer 79 kilometer ten zuiden van Soemy en 348 kilometer ten oosten van Kiev. Ochtyrka was een van de vijf regimentssteden van Sloboda-Oekraïne.
Voetbalclub Naftovyk-Oekrnaftna komt uit Ochtyrka.

## Geschiedenis
De officiële oprichtingsdatum van de stad is 29 september 1641. De golf van immigranten van de rechteroever van de rivier Dnjepr verhoogde de bevolking aanzienlijk en leidde tot de oprichting in 1655-1658 van het Ochtyrka Sloboda Kozakkenregiment, dat bestond tot 1765, toen in opdracht van Catharina II alle Sloboda-regimenten werden opgeheven. Het regiment bestond uit honderden Bohodoechiv, Boromliany, Kyrykiv en Ochtyrka. In 1692 omvatte het regiment 12 steden, 27 dorpen, verschillende gehuchten.

## Bevolking
Op 1 januari 2021 telde Ochtyrka naar schatting 47.216 inwoners. In tegenstelling tot de meeste andere steden in Oekraïne is het aantal inwoners na het uiteenvallen van de Sovjet-Unie relatief stabiel gebleven.
| 1785   | 1867   | 1897   | 1900   | 2001   | 2012   | 2021   |
| ------ | ------ | ------ | ------ | ------ | ------ | ------ |
| 12 849 | 17 411 | 23 399 | 25 965 | 49 721 | 49 349 | 47.216 |

De meest gesproken moedertaal in de stad is het Oekraïens.